# پلانترزویل (کارولینای جنوبی)
پلانترزویل (به انگلیسی: Plantersville) یک منطقهٔ مسکونی در ایالات متحده آمریکا است که در کارولینای جنوبی واقع شده‌است.